# Lijst van plaatsen in Bedfordshire
Dit is een lijst van plaatsen (towns, villages, cities) in het graafschap Bedfordshire, Engeland.  

## A
Aley Green
Ampthill
Arlesey
Aspley Guise
Aspley Heath
Astwick

## B
Barton-le-Clay
Battlesden
Beadlow
Bedford
Beeston
Begwary
Biddenham
Bidwell
Biggleswade
Billington
Bletsoe
Blunham
Bolnhurst
Bourne End
Briar Bank Park
Brickhill
Briggington
Brogborough
Bromham
Broom
Budna

## C
Caddington
Campton
Cardington
Carlton
Castle
Cauldwell
Chalgrave
Chalton
Chawston
Chellington
Chicksands
Chiltern Green
Clapham
Clifton
Clipstone
Clophill
Cockayne Hatley
Colesden
Colmworth
Cople
Cotton End
Cranfield

## D
Dean
De Parys
Dunstable
Dunton

## E
East Hyde
Eastcotts
Eaton Bray
Edworth
Eggington
Elstow
Eversholt
Everton
Eyeworth

## F
Farndish
Felmersham and Radwell
Flitton
Flitwick

## G
Goldington
Gravenhurst
Great Barford
Great Billington
Great Denham
Greenfield

## H
Harlington
Harpur
HarroldHarrowden
Hatch
Haynes
Heath and Reach
Henlow
Henlow Camp
Higham Gobion
Hinwick
Hockliffe
Hockwell Ring
Holwell
Honeydon
Houghton Conquest
Houghton Regis
Hulcote
Hundred of Willey
Husbourne Crawley
Hyde

## I
Ickwell
Ickwell Green
Ireland

## K
Kempston
Kempston East
Kempston Hardwick
Kempston North
Kempston Rural
Kempston South
Kensworth
Keysoe
Kingsbrook
Knotting

## L
Langford
Leagrave
Leedon
Leighton Buzzard
Lidlington
Limbury Cum Biscuit
Linslade
Little Barford
Little Billington
Little Staughton
Lower Caldecote
Lower Gravenhurst
Lower Stondon
Lower Sundon
Lower Woodside
Luton

## M
Marston Moretaine
Maulden
Melchbourne
Meppershall
Millbrook
Milton Bryan
Milton
Moggerhanger

## N
Newnham
Northill

## O
Oakley
Odell
Old Warden

## P
Pavenham
Pepperstock
Pertenhall
Pine View Park
Podington
Potsgrove
Potton
Pulloxhill
Putnoe

## Q
Queens Park

## R
Radwell
Ravensden
Renhold
Ridgmont
Riseley
Roxton

## S
Salford
Sandy
Seddington
Sewell
Sharnbrook
Sharpenhoe
Shefford
Shefford Hardwick
Shelton
Shillington
Shortstown
Silsoe
Skimpot
Slip End
Souldrop
Southcote
Southill
Stagsden
Stanbridge
Stanford
Steppingley
Stevington
Stewartby
Stopsley
Stotfold
Streatley
Studham
Sundon
Sutton
Swineshead

## T
Tebworth
Tempsford
The Hyde
Thorn
Thurleigh
Tilsworth
Tingrith
Toddington
Totternhoe
Turvey

## U
Upper Caldecote
Upper Gravenhurst
Upper Stondon
Upper Sundon

## W
Westoning
Wharley End
Whipsnade
Wilden
Willington
Wilshamstead
Wilstead
Wingfield
Wixams
Woburn
Wood End
Woodside
Wootton
Wrestlingworth
Wyboston
Wymington

## Y
Yielden